# تیم ملی والیبال زنان رومانی
تیم ملی والیبال زنان رومانی تیم ملی والیبال زنان کشور رومانی است.